# Bradybucca rhopalura
Bradybucca rhopalura är en rundmaskart som först beskrevs av Stekhoven 1950.  Bradybucca rhopalura ingår i släktet Bradybucca och familjen Oncholaimidae. Inga underarter finns listade i Catalogue of Life.